# أورورا (أوريغون)
أورورا (بالإنجليزية: Aurora, Oregon)‏ هي مدينة تقع في مقاطعة ماريون، أوريغون بولاية أوريغون في الولايات المتحدة. تبلغ مساحة هذه المدينة 1.24 (كم²)، وترتفع عن سطح البحر 41.45 م، بلغ عدد سكانها 918 نسمة في عام 2010 حسب إحصاء مكتب تعداد الولايات المتحدة.

## التركيبة السكانية
قام مكتب تعداد الولايات المتحدة بتحديد بيانات التركيبة السكانية لأورورا في تعداد الولايات المتحدة. في ما يلي، التركيبة السكانية حسب تعدادي 2000 و2010.

### تعداد عام 2000
بلغ عدد سكان أورورا 655 نسمة بحسب تعداد عام 2000، وبلغ عدد الأسر 250 أسرة وعدد العائلات 186 عائلة مقيمة في المدينة. في حين سجلت الكثافة السكانية 1,441.8 نسمة لكل ميل مربع (556.7/كم2). وبلغ عدد الوحدات السكنية 262 وحدة بمتوسط كثافة قدره 576.7 نسمة لكل ميل مربع (222.7/كم2).
وتوزع التركيب العرقي للمدينة بنسبة 94.20% من البيض و 0.61% من الأمريكيين الأصليين و 1.07% من الأمريكيين ذوي الأصول الآسيوية و 0.46% من الأمريكيين الأفارقة و 1.98% من الأعراق الأخرى و 1.68% من عرقين مختلطين أو أكثر. فيما شكل الهسبانيون أو اللاتينيون من أي عرق نسبة 6.26% من السكان.
بلغ عدد الأسر 250 أسرة كانت نسبة 31.6% منها لديها أطفال تحت سن الثامنة عشر تعيش معهم، وبلغت نسبة الأزواج القاطنين مع بعضهم البعض 62.4% من أصل المجموع الكلي للأسر، ونسبة 7.2% من الأسر كان لديها معيلات من الإناث دون وجود شريك، وكانت نسبة 25.6% من غير العائلات. تألفت نسبة 19.6% من أصل جميع الأسر من أفراد ونسبة 9.2% كانوا يعيش معهم شخص وحيد يبلغ من العمر 65 عاماً فما فوق. وبلغ متوسط حجم الأسرة المعيشية 3.01، أما متوسط حجم العائلات فبلغ 2.62.
بلغ العمر الوسطي للسكان 41 عاماً. وكانت نسبة 24.4% من القاطنين تحت سن الثامنة عشر، وكانت نسبة 7.0% بين الثامنة عشر والأربعة وعشرون عاماً، ونسبة 27.8% كانت واقعةً في الفئة العمرية ما بين الخامسة والعشرون حتى والأربعة وأربعون عاماً، ونسبة 27.6% كانت ما بين الخامسة والأربعون حتى الرابعة والستون، ونسبة 13.1% كانت ضمن فئة الخامسة والستون عاماً فما فوق. يوجد لكل 100 أنثى 105.3 ذكر، ويوجد لكل 100 أنثى في الثامنة عشر من عمرها فما فوق 98.0 ذكر.
بلغ متوسط دخل الأسرة في المدينة 55,938 دولار، أما متوسط دخل العائلة فبلغ 65,556 دولار. وكان متوسط دخل الذكور 45,938 دولار مقابل 29,444 دولار للإناث. وسجل دخل الفرد الخاص بالمدينة 24,839 دولار.

### تعداد عام 2010
بلغ عدد سكان أورورا 918 نسمة بحسب تعداد عام 2010، وبلغ عدد الأسر 336 أسرة وعدد العائلات 256 عائلة مقيمة في المدينة. في حين سجلت الكثافة السكانية 1,912.5 نسمة لكل ميل مربع (738.4/كم2). وبلغ عدد الوحدات السكنية 349 وحدة بمتوسط كثافة قدره 727.1 لكل ميل مربع (280.7/كم2).
وتوزع التركيب العرقي للمدينة بنسبة 89.7% من البيض و 0.9% من الأمريكيين الأصليين و 0.3% من الأمريكيين ذوي الأصول الآسيوية و 0.5% من الأمريكيين الأفارقة و 2.3% من عرقين مختلطين أو أكثر.
بلغ عدد الأسر 336 أسرة كانت نسبة 37.5% منها لديها أطفال تحت سن الثامنة عشر تعيش معهم، وبلغت نسبة الأزواج القاطنين مع بعضهم البعض 64.0% من أصل المجموع الكلي للأسر، ونسبة 7.4% من الأسر كان لديها معيلات من الإناث دون وجود شريك، بينما كانت نسبة 4.8% من الأسر لديها معيلون من الذكور دون وجود شريكة وكانت نسبة 23.8% من غير العائلات. تألفت نسبة 18.5% من أصل جميع الأسر من أفراد ونسبة 6.6% كانوا يعيش معهم شخص وحيد يبلغ من العمر 65 عاماً فما فوق. وبلغ متوسط حجم الأسرة المعيشية 3.12، أما متوسط حجم العائلات فبلغ 2.73.
بلغ العمر الوسطي للسكان 39.6 عاماً. وكانت نسبة 27.8% من القاطنين تحت سن الثامنة عشر، وكانت نسبة 5.2% بين الثامنة عشر والأربعة وعشرون عاماً، ونسبة 24.5% كانت واقعةً في الفئة العمرية ما بين الخامسة والعشرون حتى والأربعة وأربعون عاماً، ونسبة 31.8% كانت ما بين الخامسة والأربعون حتى الرابعة والستون، ونسبة 10.8% كانت ضمن فئة الخامسة والستون عاماً فما فوق. وتوزع التركيب الجنسي للسكان بنسبة 51.6% ذكور و48.4% إناث.

## وصلات خارجية
- www.ci.aurora.or.us
- The US50 - Cities and Towns in Oregon State